# ناآرامی ۲۰۱۴ اوکراین به هواداری از روسیه
از اواخر فوریهٔ ۲۰۱۴، پس از جنبش یورومیدان و انقلاب اوکراین در سال ۲۰۱۴، راهپیمای‌های گروه‌های هوادار روسیه و ضد دولت در شهرهای بزرگ در سراسر مناطق شرقی و جنوبی اوکراین برگزار شد. در مرحلهٔ نخست ناآرامی‌ها، سرشناس به " بهار روسیه " (به روسی: Русская весна)، سرزمین کریمه پس از مداخله نظامی روسیه و همه‌پرسی کریمه که مورد انتقاد بین‌المللی (بر اساس قطعنامه ۶۸/۲۶۲ سازمان ملل) نیز بود توسط فدراسیون روسیه ضمیمه روسیه شد. راهپیمایی‌ها در مناطق دونتسک و لوهانسک (مناطق) به شورش مسلحانهْ تجزیه‌طلبان هوادار روسیه، منجر شد.
از اواخر سال ۲۰۱۴، شهرهای بیرون از منطقهٔ جنگی دونباس، مانند خارکوف، اودسا، کی‌یف و ماریوپل، مورد بمباران‌هایی قرار گرفتند که سازمان‌های یکپارچهٔ هوادار اوکراین را هدف قرار می‌دادند. برای حفظ کنترل بر جنوب و شرق اوکراین، دولت «عملیات ضد تروریستی» (ATO) را آغاز کرد و نیروهای مسلح را برای سرکوب ناآرامی‌ها فرستاد.

## پیش‌زمینه
هنگامی که رئیس‌جمهور ویکتور یانوکوویچ از امضای پیمان‌نامه همکاری با اتحادیهٔ اروپا در ۲۱ نوامبر ۲۰۱۳ خودداری کرد، اوکراین گرفتار ناآرامی شد. یک جنبش سیاسی سازمان یافته به نام " یورومیدان " خواستار روابط نزدیک‌تر با اتحادیه اروپا و برکناری یانوکوویچ شد. این جنبش در نهایت موفقیت‌آمیز بود و در انقلاب فوریه ۲۰۱۴ به اوج خود رسید که یانوکوویچ و دولت او را برکنار کرد. با این حال، برخی از مردم در شرق و جنوب اوکراین که بیشتر روس‌زبان بودند، و پایگاه‌های سنتی پشتیبانی از یانوکوویچ را در اختیار داشتند، این انقلاب را تأیید نکردند و برای روابط نزدیک‌تر با روسیه شروع به اعتراض کردند. تظاهرات مختلفی در کریمه به نفع خروج از اوکراین و الحاق به فدراسیون روسیه برگزار شد که منجر به بحران کریمه در سال ۲۰۱۴ شد.
در ۱ مارس، ساختمان‌های ادارهٔ دولتی منطقه‌ای (RSA) در استان‌های مختلف شرق اوکراین برای مدت کوتاهی توسط فعالان هوادار روسیه اشغال شد. در ۱۱ مارس، پس از تصرف دوبارهٔ ساختمان‌ها توسط واحدهای پلیس محلی و سرویس امنیتی اوکراین (SBU)، همه اشغال‌ها پایان یافت. در دونتسک، اعتراضات در موارد متعدد به خشونت تبدیل شد، از جمله در ۱۳ مارس، زمانی که یک معترض هوادار اوکراین با ضربات چاقو کشته شد.
شرکت کنندگان در تظاهرات شامل شهروندان روسی از آن سوی مرز بودند که برای پشتیبانی از تلاش‌های فعالان طرفدار روسیه به اوکراین آمده بودند. سرهی تاروتا، فرماندار استان دونتسک، گفت که تظاهرات در دونتسک شامل محکومان سابق و افراد دیگری بود که از کریمه سفر کرده بودند. پلیس و گارد مرزی اوکراین از ورود بیش از ۸۲۰۰ روس به اوکراین در روزهای ۴ تا ۲۵ مارس جلوگیری کردند. در ۲۷ مارس، آندری پاروبی، دبیر شورای امنیت ملی و دفاع، گفت که روزانه بین ۵۰۰ تا ۷۰۰ روس از ورود به اوکراین منع می‌شوند.
در ۱۷ آوریل، در خلال برنامه دوازدهم خط مستقیم با ولادیمیر پوتین، به استفاده از نیروهای مسلح روسیه در کریمه به همراه نیروهای دفاع شخصی کریمه توسط رئیس‌جمهور روسیه اعتراف شد، اما او ادعاهای توسط وی را رد کرد. دولت اوکراین، اتحادیه اروپا، و ایالات متحده، باورد داشتند که نیروهای ویژه روسیه در حال دامن زدن به ناآرامی در شرق اوکراین هستند.

### افکار عمومی در اوکراین
یک نظرسنجی که توسط مؤسسه بین‌المللی جامعه‌شناسی کیف (KIIS) از ۸ تا ۱۸ فوریه ۲۰۱۴ انجام شد، حمایت از اتحاد با روسیه را در سراسر اوکراین ارزیابی کرد. این نظرسنجی نشان داد که در مجموع ۱۲ درصد از شرکت کنندگان در نظرسنجی طرفدار اتحاد با روسیه بودند. ۶۸٫۰ درصد از چهار منطقه مورد بررسی موافق بودند که اوکراین باید مستقل بماند و روابط دوستانه بین روسیه و اوکراین حفظ شود.
حمایت از اتحادیه بین روسیه و اوکراین در برخی مناطق بسیار بیشتر بود:
- ۴۱٫۰٪ کریمه
- ۳۳٫۲٪ استان دونتسک
- ۲۴٫۱٪ استان لوهانسک
- ۲۴٫۰٪ استان اودسا
- ۱۶٫۷٪ استان زاپوریژیا
- ۱۵٫۱٪ استان خارکف
- ۱۳٫۸٪ استان دنیپروپتروفسک

### اعتراضات هوادار روسیه
| اعتراضات بر اساس منطقه                                        | شهر        | اوج شرکت کنندگان | تاریخ         | منابع                       |
| ------------------------------------------------------------- | ---------- | ---------------- | ------------- | --------------------------- |
|                                                               | سواستوپل   | 15000 –۲۵۰۰۰     | ۲۳ فوریه      | [ ۲۳ ] [ ۲۴ ] [ ۲۵ ] [ ۲۶ ] |
| کرچ                                                           | ۲۰۰        | ۲۴ فوریه         | [ ۲۷ ]        |                             |
| سیمفروپل                                                      | ۵۰۰۰       | ۲۶ فوریه         | [ ۲۸ ]        |                             |
| اودسا                                                         | ۱۰۰۰۰      | ۱ مارس           | [ ۲۹ ]        |                             |
| ماریوپل                                                       | ۲۰۰۰–۵۰۰۰  | ۱ مارس           | [ ۳۰ ] [ ۳۱ ] |                             |
| دنیپروپتروفسک                                                 | ۱۰۰۰–۳۰۰۰  | ۱ مارس           | [ ۳۲ ]        |                             |
| میکولایف                                                      | ۵۰۰۰–۶۰۰۰  | ۲ مارس           | [ ۳۳ ]        |                             |
| خرسون                                                         | ۴۰۰        | ۲ مارس           | [ ۳۴ ]        |                             |
| لوهانسک                                                       | ۱۰۰۰۰      | ۹ مارس           | [ ۳۵ ]        |                             |
| دونتسک                                                        | ۲۰۰۰–۱۵۰۰۰ | ۶ آوریل          | [ ۳۶ ] [ ۳۷ ] |                             |
| خارکف                                                         | ۲۰۰۰       | ۶ آوریل          | [ ۳۸ ]        |                             |
| زاپوریژیا                                                     | ۵۰۰–۵۰۰۰+  | ۶ آوریل          | [ ۳۹ ]        |                             |
| سایت‌های اعتراضی طرفدار روسیه: 10,000+ 5,000+ 1,000+ 500+ <500 |            |                  |               |                             |

### تظاهرات هوادار اوکراین
| اعتراضات بر اساس منطقه                                                   | شهر         | اوج شرکت کنندگان | تاریخ                | منابع  |
| ------------------------------------------------------------------------ | ----------- | ---------------- | -------------------- | ------ |
|                                                                          | سیمفروپل    | ۱۰۰۰۰            | ۲۶ فوریه             | [ ۴۰ ] |
| دنیپروپتروفسک                                                            | ۱۰۰۰۰       | ۲ مارس           | [ ۴۱ ]               |        |
| سومی                                                                     | ۱۰۰۰۰+      | ۲ مارس           | [ ۴۲ ] [ ۴۳ ] [ ۴۴ ] |        |
| میکولایف                                                                 | ۵۰۰۰–۱۰۰۰۰  | ۲ مارس           | [ ۴۵ ]               |        |
| کیف                                                                      | ۸۰۰۰        | ۲ مارس           | [ ۴۵ ]               |        |
| زاپوریژیا                                                                | ۵۰۰۰+       | ۲ مارس           | [ ۴۶ ] [ ۴۷ ]        |        |
| چرنیهیو                                                                  | ۲۰۰۰+       | ۲ مارس           | [ ۴۴ ]               |        |
| ژیتومیر                                                                  | ۲۰۰۰        | ۲ مارس           | [ ۴۴ ]               |        |
| پولتاوا                                                                  | ۱۰۰۰+       | ۲ مارس           | [ ۴۳ ]               |        |
| سواستوپل                                                                 | ۳۰۰+        | ۹ مارس           | [ ۴۸ ]               |        |
| کیرووهراد                                                                | ۱۰۰         | ۹ مارس           | [ ۴۹ ]               |        |
| خرسون                                                                    | ۳۰۰         | ۲۲ مارس          | [ ۵۰ ] [ ۵۱ ]        |        |
| اودسا                                                                    | ۱۰۰۰۰–۱۵۰۰۰ | ۳۰ مارس          | [ ۵۲ ]               |        |
| کراماتورسک                                                               | ۲۰۰         | ۳۰ مارس          | [ ۵۳ ]               |        |
| لوهانسک                                                                  | ۱۰۰۰        | ۱۳ آوریل         | [ ۵۴ ]               |        |
| دونتسک                                                                   | ۵۰۰۰–۷۰۰۰   | ۱۷ آوریل         | [ ۵۵ ] [ ۵۶ ]        |        |
| کراماتورسک                                                               | ۱۰۰۰        | ۱۷ آوریل         | [ ۵۷ ]               |        |
| کریوی ریح                                                                | ۱۰۰۰۰+      | ۱۹ آوریل         | [ ۵۸ ]               |        |
| ماریوپل                                                                  | ۱۰۰۰+       | ۲۳ آوریل         | [ ۵۹ ]               |        |
| خارکف                                                                    | ۷۰۰۰        | ۲۳ آوریل         | [ ۶۰ ]               |        |
| تعداد منطقه‌های راهپیمایی طرفدار اوکراین: ۱۰٬۰۰۰+ ۵٬۰۰۰+ ۱٬۰۰۰+ 500+ <500 |             |                  |                      |        |